# Observatoire de recherche astronomique
L'Observatoire de recherche astronomique (en anglais : Astronomical Research Observatory) est un observatoire astronomique privé américain exploité par l'Institut de recherche astronomique, une organisation à but non lucratif selon l'article 501c du code fédéral des impôts américains, fondée par Robert Holmes.
Historiquement, l'observatoire est situé sur deux sites. Le premier est situé à Charleston dans l'Illinois, au point 39° 29′ 17,26″ N, 88° 08′ 39,12″ O, et identifié par le code MPC H55 Astronomical Research Observatory, Charleston. Le deuxième est situé à Westfield, toujours dans l'Illinois, aux coordonnées 39° 28′ 59,02″ N, 87° 58′ 05,77″ O, identifié par le code MPC H21 Astronomical Research Observatory, Westfield.
Le transfert du premier lieu d'observation a été décidé en 2009 en raison de la pollution lumineuse croissante dont il souffrait.

## Astéroïdes découverts
Le Centre des planètes mineures lui accorde la découverte de quatre-vingt-onze astéroïdes entre 2004 et 2012. En son sein, le fondateur a également découvert de nombreux astéroïdes qui lui sont personnellement crédités.
| (199950) Sierpc           | 16 avril 2007     |
| (266646) Zaphod           | 28 septembre 2008 |
| (269323) Madisonvillehigh | 28 septembre 2008 |
| (279377) Lechmankiewicz   | 7 février 2010    |
| (293926) Harrystine       | 2 octobre 2007    |
| (315166) Pawelmaksym      | 6 avril 2007      |
| (456627) Cristianmartins  | 21 mai 2007       |